# Acherontia atropos
Acherontia atropos (Borboleta-caveira ou Esfinge caveira) é uma grande mariposa com uma envergadura 90–130 mm. Distingue-se pela forma vaga de caveira que se encontra no seu dorso.
Esta espécie pertence a uma família de Lepidoptera (ordem de insectos que inclui as borboletas diurnas e as chamadas nocturnas) chamada Sphingidae. Estes insectos também são conhecidos por borboletas colibri devido ao tamanho e ao facto de, grande parte das vezes, se alimentarem em voo, sem pousar nas flores.
As lagartas alimentam-se de folhas de plantas da oliveira, do tomate, da batata (Solenaceas) e de outras famílias aparentadas.
Os adultos são atraídos pelo mel, sendo por vezes encontrados dentro de colmeias.
Sendo uma exceção no mundo dos insetos em respeito à forma de produção de som, emite pulsos sonoros de curta duração produzidos por intermédio de uma cavidade de ar fechada por uma válvula vibrante.